# Electrophorus
Electrophorus é um gênero de peixes neotropicais de água doce da família Gymnotidae, comumente chamados de enguias elétricas. Eles são conhecidos por sua capacidade de atordoar suas presas gerando eletricidade,  fornecendo choques de até 860 volts. Suas capacidades elétricas foram estudadas pela primeira vez em 1775, contribuindo para a invenção em 1800 da bateria elétrica.
Apesar de seu nome, as enguias elétricas não estão intimamente relacionadas às enguias verdadeiras (Anguilliformes), mas são membros da ordem neotropical de peixes-faca (Gymnotiformes), que está mais intimamente relacionada ao peixe-gato.  Em 2019, as enguias elétricas foram divididas em três espécies: por mais de dois séculos antes disso, acreditava-se que o gênero era monotípico, contendo apenas Electrophorus electricus.
São animais noturnos, que respiram ar, com visão deficiente complementada por eletrolocalização; eles comem principalmente peixe. As enguias elétricas crescem enquanto vivem, adicionando mais vértebras à coluna vertebral. Os machos são maiores que as fêmeas. Alguns espécimes em cativeiro viveram por mais de 20 anos.

## Evolução

### Taxonomia
Quando a espécie agora definida como Electrophorus electricus foi descrita por Carl Linnaeus em 1766, com base em pesquisas de campo iniciais de europeus na América do Sul e espécimes enviados de volta à Europa para estudo, usou o nome Gymnotus electricus, colocando-o no mesmo gênero que Gymnotus carapo (o peixe-faca listrado). Ele observou que o peixe é dos rios do Suriname, que causa choques dolorosos e que tinha pequenos buracos ao redor da cabeça.
Em 1864, Theodore Gill mudou a enguia elétrica para seu próprio gênero, Electrophorus.  O nome vem do grego ήλεκτρον ("ḗlektron", âmbar, uma substância capaz de reter eletricidade estática), e φέρω ("phérō", eu carrego), dando o significado de "portador de eletricidade".   Em 1872, Gill decidiu que a enguia elétrica era suficientemente distinta para ter sua própria família, Electrophoridae.  Em 1998, Albert e Campos-da-Paz agruparam o gênero Electrophorus com a família Gymnotidae, ao lado de Gymnotus,  assim como Ferraris e colegas em 2017.
Em 2019, C. David de Santana e colegas dividiram E. electricus em três espécies com base na divergência de DNA, ecologia e habitat, anatomia e fisiologia e capacidade elétrica. As três espécies são E. electricus (agora em um sentido mais restrito do que antes) e as duas novas espécies E. voltai e E. varii.

### Filogenia
As enguias elétricas formam um clado de peixes fortemente elétricos dentro da ordem Gymnotiformes, os peixes-faca sul-americanos.  As enguias elétricas não estão, portanto, intimamente relacionadas com as enguias verdadeiras (Anguilliformes). Estima-se que a linhagem do gênero Electrophorus tenha se separado de seu táxon irmão Gymnotus em algum momento do Cretáceo.  A maioria dos peixes-faca são fracamente elétricos, capazes de eletrolocalização ativa, mas não de fornecer choques. Suas relações, conforme mostrado no cladograma, foram analisadas por sequenciamento de seu DNA mitocondrial em 2019.  Peixes eletrolocalizadores ativos são marcados com um pequeno relâmpago amarelo. Peixes capazes de aplicar choques elétricos são marcados com um relâmpago vermelho.

## Espécies
Existem atualmente três espécies descritas:
Electrophorus electricus (Linnaeus, 1766)
Electrophorus varii de Santana, Wosiacki, Crampton, Sabaj, Dillman, Mendes-Júnior e Castro e Castro, 2019
Electrophorus voltai de Santana, Wosiacki, Crampton, Sabaj, Dillman, Castro e Castro, Bastos e Vari, 2019 Esta espécie é o gerador de bioeletricidade mais forte da natureza, capaz de gerar 860 V.
Populações nas drenagens do alto Negro e Orinoco ainda não foram analisadas taxonomicamente.